# Saca-rolhas
Um saca-rolhas é um utensílio utilizado para tirar rolhas de garrafas. O saca-rolhas simples possui uma espiral de metal que penetra na rolha e uma pega onde a mão imprime um movimento circular ao instrumento. Este movimento permite a penetração da espiral na rolha; esta é retirada do gargalo da garrafa puxando o saca-rolhas, ficando a rolha presa à parte espiralada.

## História
Seu design pode ter derivado do "Worm", uma peça de artilharia de canhão que era um dispositivo usado pelos homens para remover cargas não gastas do cano de um mosquete usado desde o início dos anos 1630.
O saca-rolhas é possivelmente uma invenção inglesa, devido à tradição do consumo da cerveja e da cidra, e por causa do Tratado da Cidra de John Worlidge em 1676.
Em 1795, a primeira patente do saca-rolhas foi concedida ao reverendo Samuell Henshall, na Inglaterra. Ele afixou um disco simples, agora conhecido como Botão de Henshall, entre o espiral e a haste. O disco evita que o haste penetre muito fundo na rolha, quebrando a aderência entre a rolha e o gargalo da garrafa. O disco é desenhado e fabricado ligeiramente côncavo na parte inferior, o que comprime o topo da cortiça e evita que se quebre.
Os colecionadores de saca-rolhas são chamados de helixófilos.

## Modelos
Existem diversos modelos de saca-rolhas, desde os mais simples em que o utilizador tem de imprimir força e movimento de rotação ao utensílio, passando por tipos intermédios com alavancas em que a rolha é sacada empurrando as mesmas, até saca-rolhas sofisticados com suporte para a garrafa e em que o esforço empregue tanto para empurrar a espiral de metal para dentro da rolha como para a sacar é mínimo (por utilização de uma alavanca única).

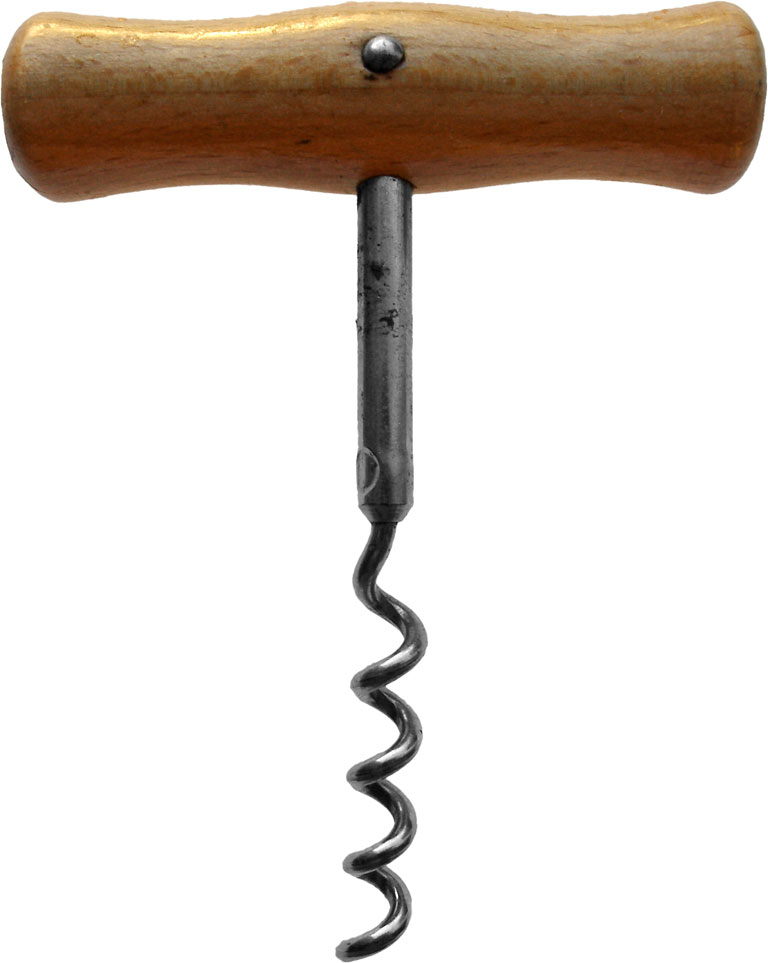
Modelo em "T".
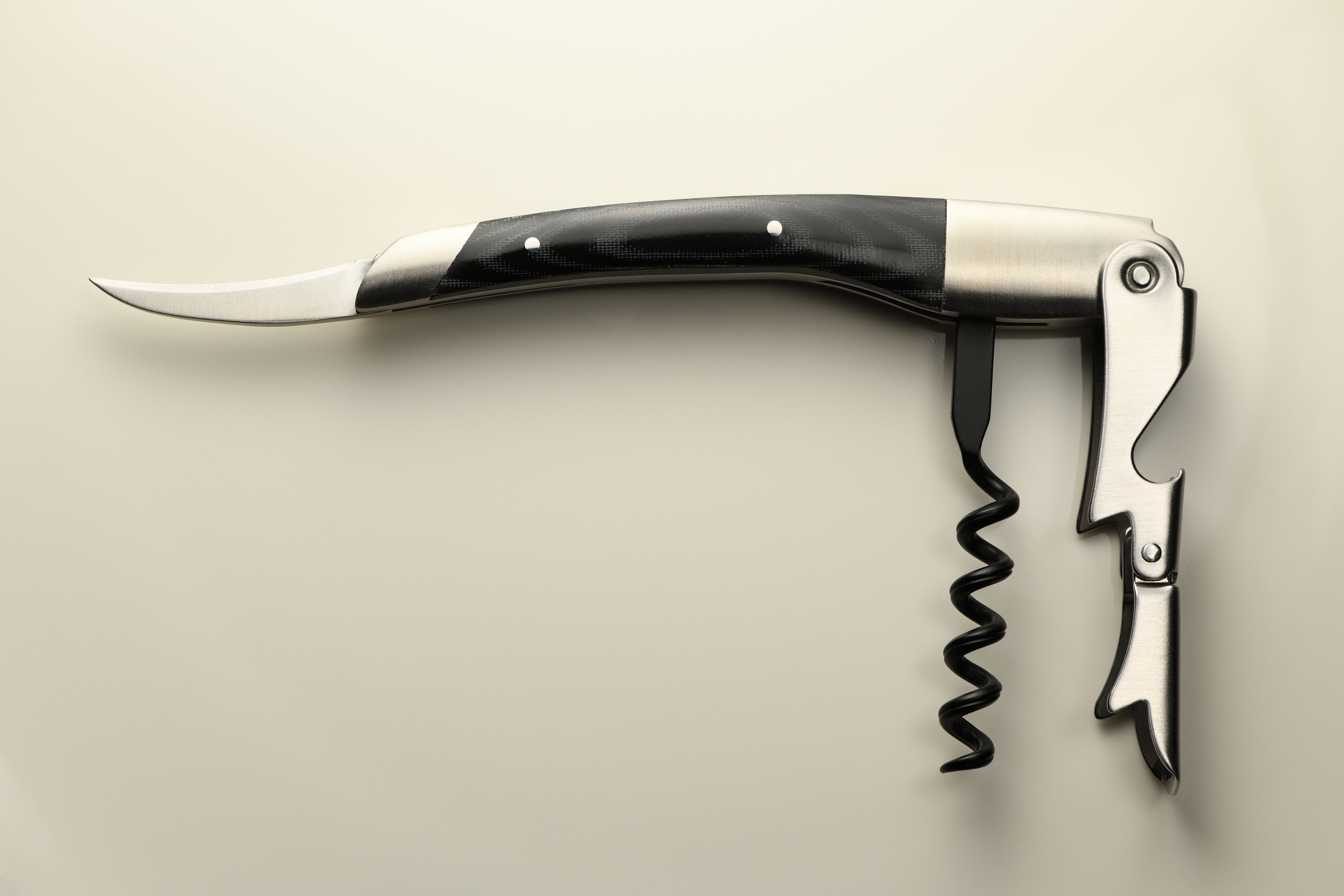
Modelo de alavanca única (ou: modelo "sommelier", "amigo do garçon").
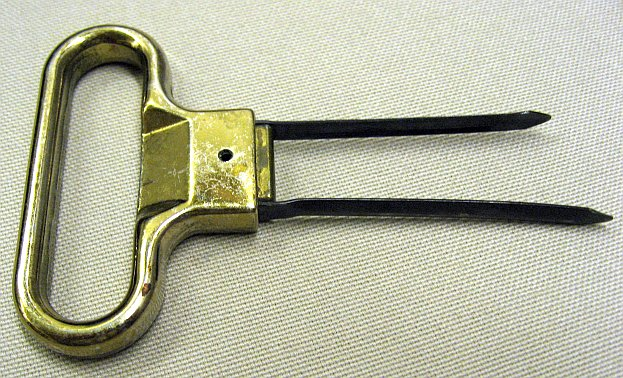
Saca-rolhas de lâminas.
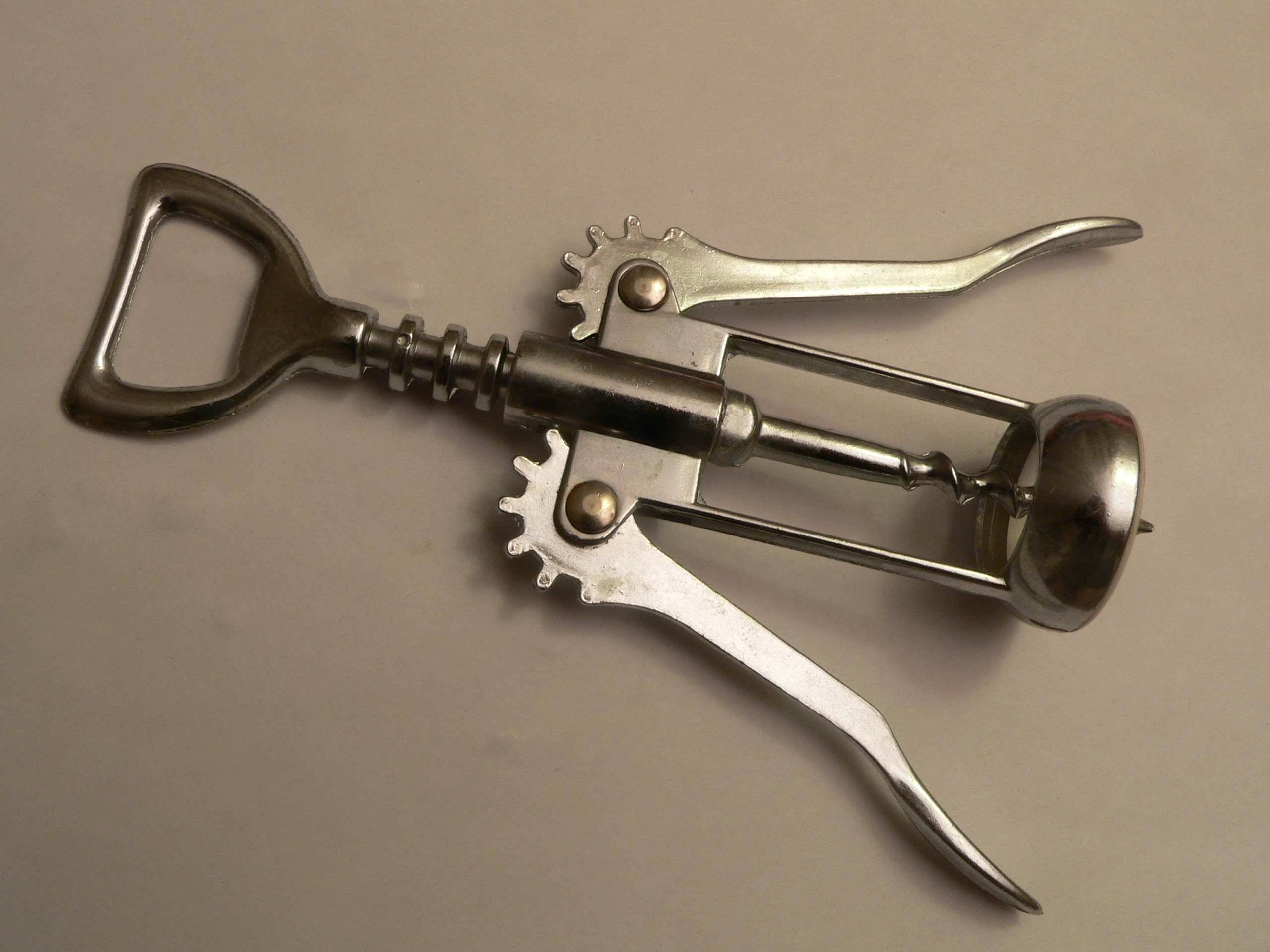
Modelo de alavanca dupla